# Montagnac (Hérault)

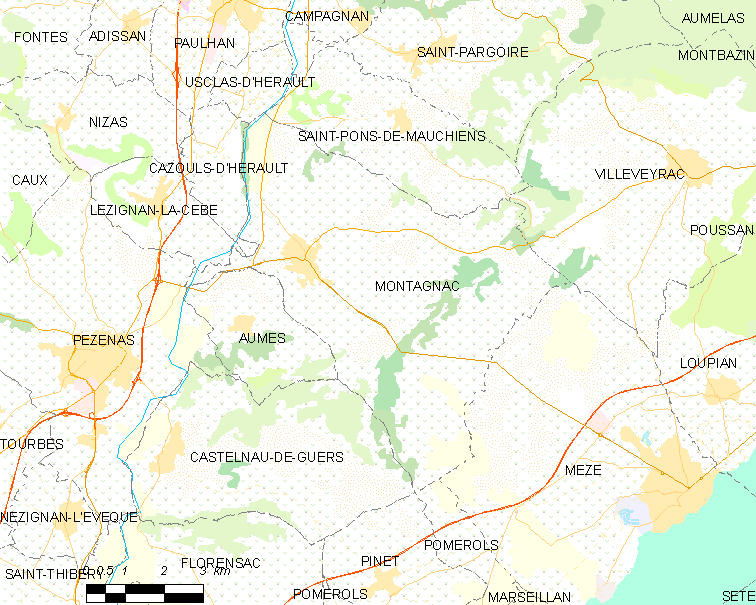
Mapa

 Montagnac  (en occitano Montanhac) es una población y comuna francesa, situada en la región de Occitania, departamento de Hérault, en el distrito de Béziers y cantón de Mèze.

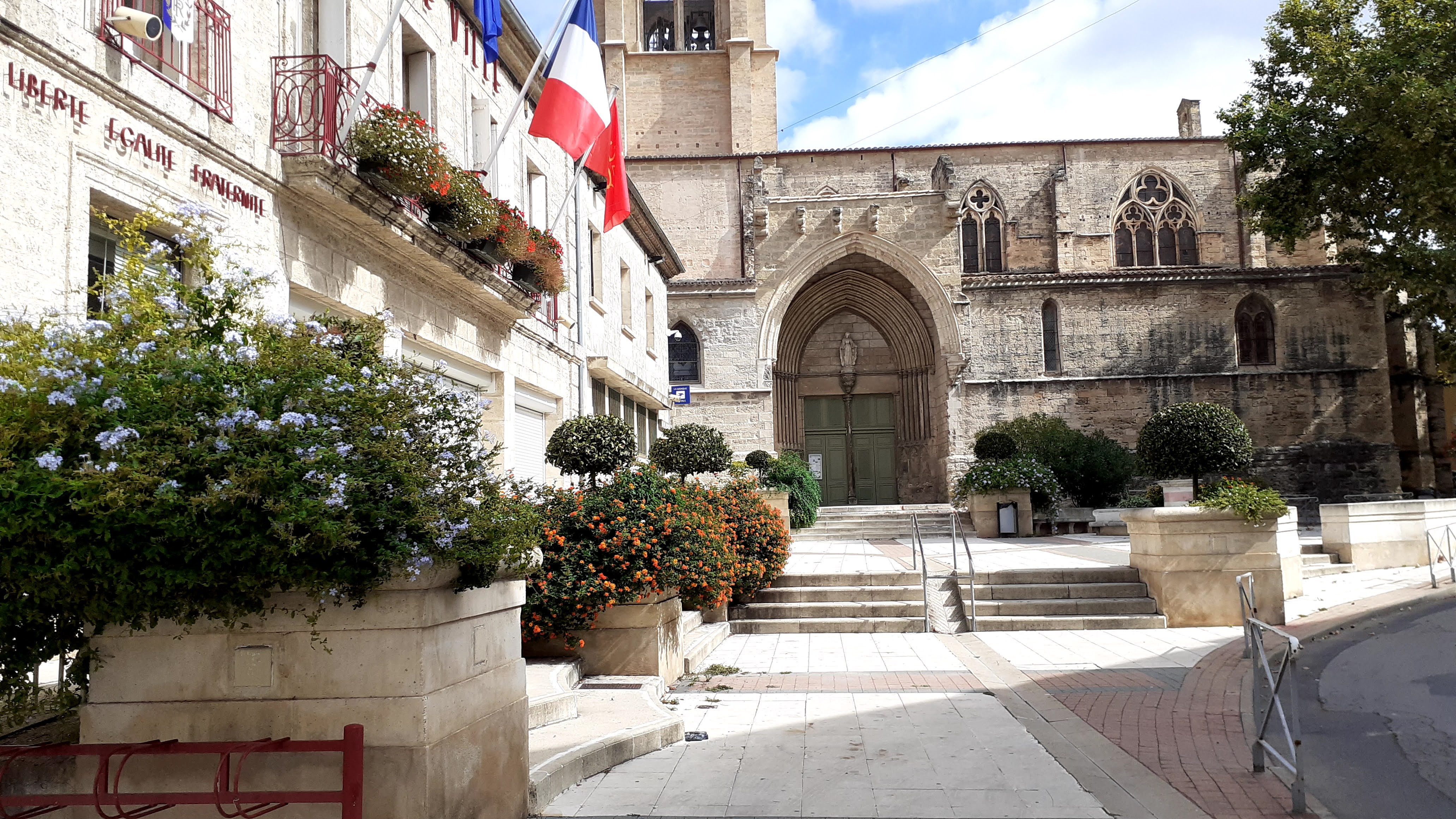

## Demografía
| 2958 | 3021 | 2774 | 2897 | 2953 | 2981 | 4082 |
| Para los censos de 1962 a 1999 la población legal corresponde a la población sin duplicidades (Fuente: INSEE [Consultar]) |      |      |      |      |      |      |